# Coptocatus
Coptocatus is een geslacht van wantsen uit de familie van de Naucoridae (Zwemwantsen). Het geslacht werd voor het eerst wetenschappelijk beschreven door Montandon in 1909.

## Soorten
Het genus bevat de volgende soorten:

- Coptocatus jaechi Zettel, 2002
- Coptocatus kinabalu D. Polhemus, 1986
- Coptocatus oblongulus Montandon, 1909
- Coptocatus stereos Nieser & Chen, 1991